# جوزيف راي واتكينز
جوزيف راي واتكينز (بالإنجليزية: Joseph Ray Watkins)‏ هو رائد أعمال أمريكي، ولد في 21 أغسطس 1840 في سينسيناتي في الولايات المتحدة، كان رائدا من رواد الأعمال ومؤسسات لشركة واتكينز للمنتجات الطبية المصنعة منزليا، كان أول من قدم فكرة ضمان استعادة المال في حالة عدم رضا العميل كما يعد المؤسس لفكرة بيع المنوعات مباشرة، توفي في 21 ديسمبر 1911 في جامايكا.

## أصل العائلة
استقر الأجداد الأوائل له في نيوجيرسي في الجزء الأخير من القرن السابع عشر، ولد جده الأكبر في نيوجيرسي أثناء الحرب الأمريكية، كان جده أيضا من نيو جيرسي، وفي عام 1880 هاجر إلى أوهايو في واشنطن في المكان الذي نشأت في مدينة سينسناتي.

## النشأة
كان جوزيف رأي ويتكينز الابن الثاني والطفل الثالث لريفيند بنجامين التر وانكينز والسيدة سوفورينا (كيلر) واتكينز. ولد في سينسيناتي 21 أغسطس عام 1840، تعلم هو وأخوه الأكبر في المدارس العامة المحلية، اشترى والده منزلا عام 1862 وانتقل مع العائلة للعيش في مينيسوتا. أصبح واتكينز صديقا لويليام فوكس عام 1864 عندما كان الأخير يزور ستيرنز كاونتي لأسباب صحية. كان فوكس من كاديز بأوهايو، وعاد واتكينز مع فوكس عام 1867 إلى كاديز حيث التقى زوجته المستقبلية ماري الين هيبلينبيرنج، والتي تواصل معها طوال العام التالي بعد عودته إلى مينيسوتا عن طريق الخطابات، ثم تزوجها في 10 سبتمبر عام 1868 عائدا بها إلى مينيسوتا.

## المسار المهني
عبر واتكينز خلال هاريسون، أوهايو إلى كاديز حيث التقى هناك د. ريتشارد وارد مصنع مروخ شهير يصنع من الخضروات لعلاج آلام العضلات، كان هذا الدواء معروفا جيدا في مينيسوتا، أبدى واتكينز اهتمامه بالمنتج.
كان لدى واتكينز عربة خشبية للتسويق، والتي كلفته بأحصنتها مبلغ 500 دولارا، بدأ واتكينز تصنيع المنتج في منزله وباعه للعامة، وكانت هذه نقطة انطلاق شركة واتكينز الطبية، باع واتكينز منتجه مباشرة للزراع المحليين والقرويين ليصير بذلك رائد التصنيع والبيع المباشر. ونجح عمله نجاحا منقطع النظير حتى أنه عين مساعدا للبيع في مينيسوتا والولايات المجاورة كذلك. بنى واتكينز إستراتيجية بيعه على مبدأ رضا العميل، حيث صنع علامة على كل علبة من منتجاته عند الثلث تقريبا، واعدا المستهلكين بإستعادة أموالهم إذا لم يكونوا راضين عن المنتج قبل تجاوز هذه العلامة. انتقل واتكينز عام 1885 إلى مينونا في مينيسوتا، حيث صار من الأسهل له الحصول على المواد الخام لمنتجاته الطبية واستأجر منزلا مكونا من 4 غرف خصص نصفه لتصنيع منتجاته.

## العائلة
رزق جوزيف راي واتكينز من زوجته ماري إيلين بطفلين أثناء عيشهما في بلينفو. توفي ابنهما الأكبر عن عمر  14 شهرا. ثم رزقا بطفلتهما جريس عام 1875، والتي تزوجت أرنست كينج مندوب المبيعات الذي صار فيما بعد رئيس شركة واتكينز.

## الحياة المتأخرة والوفاة
توفيت زوجته عام 1904 وهو نفس العام الذي تزوجت فيه ابنته، ثم تزوج مرة أخرى من حماة ابنته في سبتمبر عام 1911, ليتوفى بعدها بثلاثة أشهر في جامايكا.